# آرتور تی. فیشر

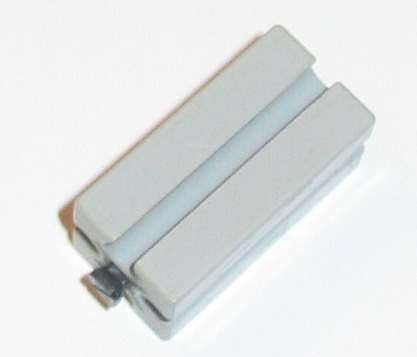
فیشرتکنیک ساخته شده توسط آرتور تی.فیشر

آرتور تی. فیشر (انگلیسی: Artur Fischer; ۳۱ دسامبر ۱۹۱۹ – ۲۷ ژانویهٔ ۲۰۱۶) مخترع اهل آلمان بود، که در سال ۱۹۴۸ شرکت فیشرورکه را تأسیس کرد.